# Domaine national de Chambord
Le domaine national de Chambord est un domaine national de l’État français situé dans le département de Loir-et-Cher en région Centre-Val de Loire.
Le domaine est célèbre pour son château et est géré sous la forme d'un établissement public à caractère industriel et commercial.

## Description
Le domaine national de Chambord est constitué d'un territoire de 5 440 hectares comprenant notamment un château, des jardins, une forêt, des étangs, un village et des fermes.

## Patrimoine bâti

### Château

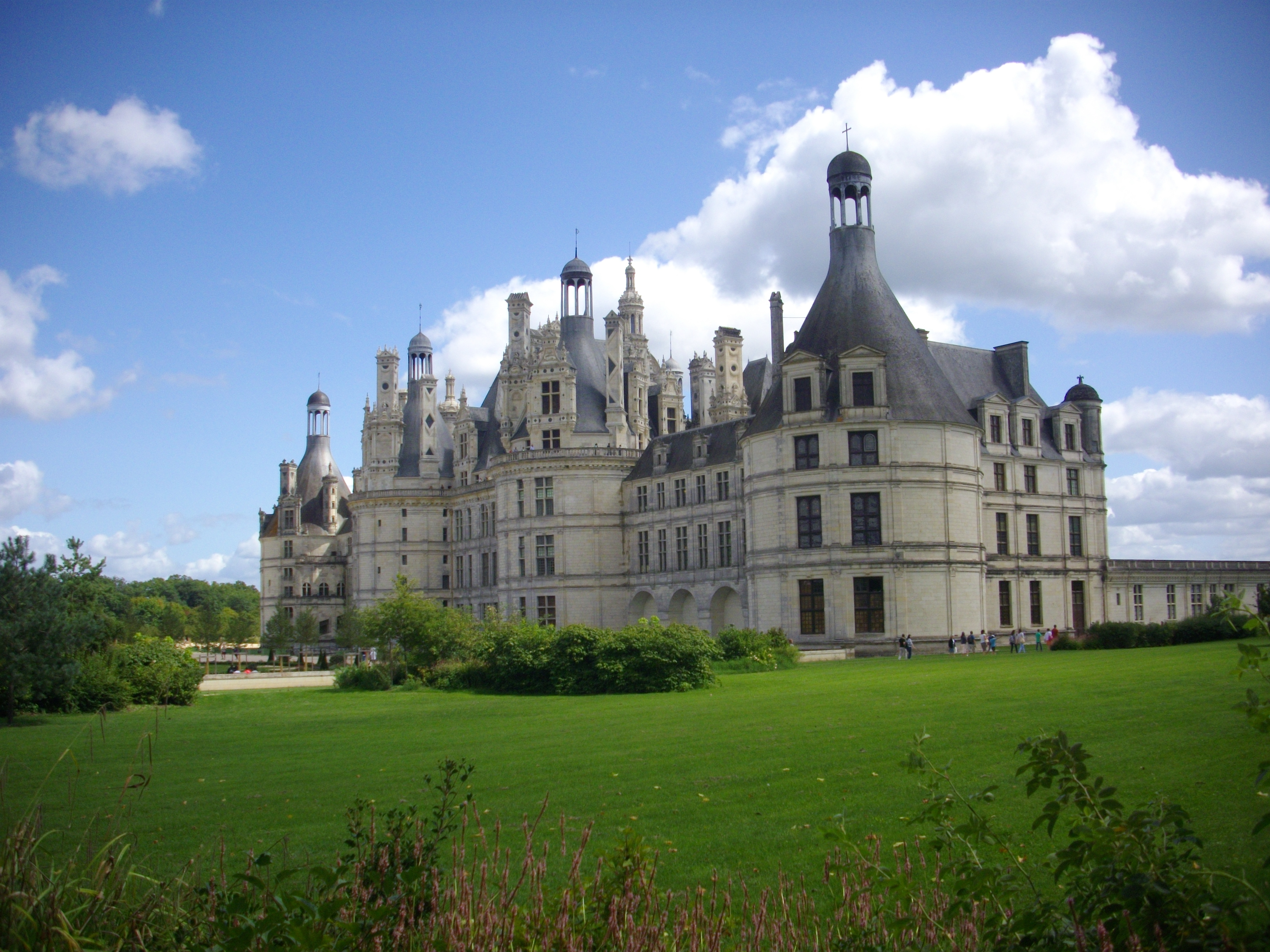
Chambord - château, extérieur (03)

Le château est le monument central du domaine. L'origine de l'édifice remonte au XVIe siècle et au règne du roi de France François Ier qui supervise son édification à partir de 1519.

### Vignoble
Une vigne est plantée au lieu-dit l'Ormetrou à la fin du XVIIIe siècle.
La vigne disparaît peu à peu au cours du XXe siècle. En 2015, 14 hectares de vignes comportant cinq cépages différents (Pinot Noir, Orbois, Gamay, Sauvignon et Romorantin) sont replantés sur le site de l'Ormetrou.

## Administration
Le village est la propriété de l'État français dans son intégralité.
Le domaine s'est doté d'un logotype comportant la salamandre couronnée, emblème du roi François Ier, et le cerf élaphe, mammifère emblématique de la forêt.
Depuis 2006, le survol du château de Chambord est interdit à des altitudes inférieures à 400 m (par rapport au niveau de la mer), et ce dans un rayon de 900 m environ. Il s'agit de la zone réglementée LF-R 96.

### Commissaires à l'aménagement du domaine
À partir de 1970, sous la présidence de Georges Pompidou, l'État nomme un haut fonctionnaire au poste de commissaire à l'aménagement de Chambord.
Les commissaires à l'aménagement du domaine successifs sont :
- 8 décembre 1970 : Christian Dablanc[E 2]
- 22 août 1973 : Gérard Belorgey[E 3]
- 23 juillet 1975 : Geoffroy Chancerelle de Roquancourt Keravel[E 4]
- 12 février 1982 : Christian Mary[E 5]
- 13 mai 1991 : Louis Hubert[E 6]
- 11 mai 2000 : Xavier Patier[E 7]
- 13 janvier 2004 : Philippe Martel[E 8]

Le poste de commissaire à l'aménagement du domaine disparaît avec la création de l'EPIC en 2005.

### Établissement public à caractère industriel et commercial
À la suite de la création de l'EPIC, sont nommés un président du conseil d'administration de l'EPIC et un directeur de l'EPIC.

#### Présidents du conseil d'administration de l'EPIC
Les présidents du conseil d'administration successifs de l'EPIC sont :
- 21 juillet 2005 : Frédéric Salat-Baroux, avocat et haut fonctionnaire français né en 1963[E 9] ;
- 8 juin 2006 : Michel Blangy, haut fonctionnaire français né en 1939[E 10] ;
- 27 septembre 2007 : Emmanuelle Mignon, haute fonctionnaire française née en 1968[E 11] ;
- 17 décembre 2009 : Pierre Charon, consultant en communication et homme politique français né en 1951[E 12]. Il démissionne en septembre 2011[7] laissant le poste inoccupé pendant une période de six mois ;
- 28 février 2012 : Gérard Larcher, homme politique français né en 1949[E 13],[8] ;
- 22 décembre 2014 : Guillaume Garot, homme politique français né en 1966.
- 13 décembre 2017 : Augustin de Romanet, haut fonctionnaire français et chef d’entreprise né en 1961, président-directeur général du groupe Aéroports de Paris[E 14],[9].

#### Directeurs généraux de l'EPIC
- De 2004 à 2009 : Philippe Martel[10]
- De 2010 à 2022 : Jean d'Haussonville[11]
- Depuis 2023 : Pierre Dubreuil[12]